# Gilles Grimandi
Gilles Grimandi, né le 11 novembre 1970 à Gap, est un footballeur français évoluant comme défenseur dans les années 1990.
Sans être un titulaire indiscutable lors de ses six saisons passées à l'AS Monaco, Grimandi est sacré Champion de France en 1997. À la suite de ce sacre, il retrouve son ancien entraîneur Arsène Wenger à Arsenal. Sur les douze ans qui composent la carrière professionnelle de Grimandi, huit sont passées en compagnie du technicien alsacien. À Londres, il remporte deux titres de champion et deux Charity Shield. Après avoir fini sa carrière, l’ancien Monégasque devient recruteur et superviseur du Championnat de France pour Arsenal et Wenger qu’il quitte en 2019 pour retrouver la France et la ligue 1, également en tant que recruteur et superviseur pour l'OGC Nice.

## Biographie

### Enfance et formation à Gap
Né à Gap en 1970, le jeune Gilles Grimandi se passionne pour le football. À l'adolescence, il intègre la classe-foot de son lycée. Ensuite, il se voit refuser l'entrée au sport-étude de Nîmes mais est sélectionné dans l'équipe cadet de la Ligue de la Méditerranée où il fait la connaissance d'Emmanuel Petit. Grâce à cette équipe, Grimandi attire l’œil des recruteurs de l'Olympique lyonnais et de l'AS Monaco, mais les essais dans ces deux clubs sont négatifs.
Alors le jeune homme débute en division honneur avec Gap au printemps 1987. Pendant plus de deux ans, Gilles est un des piliers de la défense gapençaise mise en place par Marcel Campagnac. Grâce à ses performances, Grimandi repart faire un essai à l'AS Monaco, positif cette fois-ci.

### 1990-1997: AS Monaco

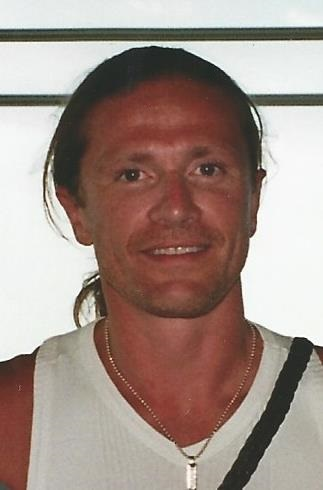
Amis d'enfance, Petit et Grimandi se suivent à Monaco puis Arsenal.

En 1990, Gilles Grimandi vient finir sa formation avec l'équipe réserve monégasque avant qu'Arsène Wenger décide de le faire monter dans l’effectif professionnel, un an seulement après son arrivée au club,. Il dispute son premier match de première division à Nancy le 30 novembre 1991, à tout juste 21 ans. Les deux premières saisons le voient jouer 13 matchs de championnat sur cette période. Il ne participe pas à la finale de la Coupe des Coupes 1992 perdue deux à zéro contre le Werder Brême, ni celle de Coupe de France et qui n'a jamais lieu à la suite de la catastrophe de Furiani.
Défenseur central capable de jouer milieu de terrain, il est pendant six ans l’éternel remplaçant des titulaires successifs : Roger Mendy, Emmanuel Petit, Lilian Thuram puis Franck Dumas. Joueur précieux pour la profondeur de l'effectif, ses participations sont plus ou moins récurrentes, étant surtout sollicité lorsqu’un Monaco européen dispute plus de matchs que de coutume, à l’image de la saison 1993-1994. Durant celle-ci, il commence sa carrière en Ligue des Champions où Monaco remplace Marseille. Gilles joue la demi-finale de la compétition européenne contre le Milan AC.
La saison 1994-1995 est plus difficile pour Grimandi et Monaco avec le limogeage d'Arsène Wenger et les différents entraîneur. Pour la saison suivante, Monaco commence le championnat sous les ordres de Jean Tigana fraîchement nommé. Grimandi peine à s'imposer et ce n'est qu'épisodiquement que Gilles joue des matchs.
En 1996-1997, alors qu’il s’apprête à être le remplaçant de Martin Djetou, Emmanuel Petit, positionné cette saison-là devant la défense, se blesse gravement. Le replacement de Djetou au poste de Petit est une aubaine pour Grimandi qui intègre alors le onze-type en défense centrale. Monaco effectue un beau parcours en Coupe de l'UEFA échouant en demi-finale contre l'Inter Milan. Grimandi convainc et garde sa place de quasi-titulaire jusqu’à la fin de la saison, avec un titre de champion de France à la clé,.
À l’intersaison, Arsène Wenger, qui l'a fait venir à Monaco, fait une offre pour le couple Petit-Grimandi pour le compte d’Arsenal. Monaco profite de l’occasion pour faire une plus-value sur un joueur dispensable.

### 1997-2002: Avec Arsène Wenger à Arsenal

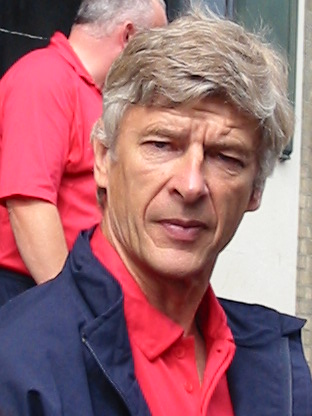
Wenger fait venir Grimandi à Monaco, puis à Arsenal avant de lui offrir une reconversion.

Durant l'été 1997, Grimandi retrouve Arsène Wenger au Arsenal Football Club. Dès son arrivée, la confiance de Wenger couplée à sa polyvalence le font démarrer fréquemment dans le onze type en remplacement de Tony Adams ou de Patrick Vieira, souvent blessés cette saison-là. L'équipe réalise le doublé Coupe-Championnat
Lors de la saison 1998-1999, il est régulièrement dans le groupe, mais le coach l'utilise rarement. Sa persévérance est récompensée la saison suivante. « Ma vie a changé. Comme je couvrais quatre postes, ceux de Petit, Vieira, Keown et Adams, j'ai presque joué tout le temps entre les blessures et les suspensions ». Il garde ce statut tout au long de son passage à Londres. « Si on établit une équipe type d'Arsenal, il n'y a pas de Grimandi dedans. Je suis un peu le onzième homme et demi . (...) . Je suis le premier joker d'Arsène Wenger » synthétise-t-il en juin 2001.
En fin de contrat, il quitte le club en juin 2002. « À 30 ans, je n'ai plus vocation à exercer mon métier sur un banc. Pour l'instant, tout va bien, mais je ne veux pas revivre la situation d'il y a deux ans ». En tant que joueur, Grimandi dispute presque 170 matchs en un peu moins de six saisons avec les « Gunners ». Majoritairement titulaire mais pas toujours et servant de rampe de lancement aux cinq titres remportés par les Gunners entre 1997 et 2002, notamment deux doublés Coupe-Championnat lors de sa saison d'arrivée, puis de départ.
Durant l'été 2002, Grimandi se maintient en forme dans le sud de la France avec son ancien club de Gap et celui de Valence. Il est un temps approché par l'OGC Nice en décembre 2002. En janvier 2003, il signe en faveur des Rapids du Colorado et rejoint ainsi la Major League Soccer. Mais après seulement un match amical contre Club Santos Laguna, Grimandi rompt son contrat fin avril, pour raisons familiales et personnelles, et retourne en France.

### Reconversion comme recruteur
Gilles Grimandi est de retour en France en 2004, dans l'encadrement administratif de l'ASOA Valence, qui évolue alors en National. Cependant, cette expérience est de courte durée, le club étant relégué en division d'Honneur pour des raisons financières malgré sa deuxième place en championnat et sa montée en Ligue 2.
En 2005, Gilles Grimandi devient superviseur dans le championnat de France pour le compte d'Arsenal, son ancien club. Deux ans plus tard, il devient recruteur et se déplace toujours en France.

## Style de joueur: polyvalent et physique
Lors de ses six saisons passées à l'AS Monaco, Grimandi joue sur toute la ligne de défense et parfois devant dans le rôle de milieu récupérateur. « J'ai pas été un joueur extrêmement talentueux, donc je pense que ce qui a fait ma force, c'est le travail à long terme et le sérieux ». En 2001, alors à Arsenal, il déclare : « Trouver mieux avec mes qualités, ce n'est pas possible ».
Les supporters d'Arsenal le surnomment : « Grimster ». Pour son engagement empirique à la Premier League. Lorsqu'il marque son premier but à Highbury, d'une volée dos au but qui vient se loger en lucarne opposée, il le fait alors qu'il est blessé à l'aine. Et quand ce n'est pas lui qui subit la douleur, il l'inflige aux autres. Lors d'un match de Ligue des champions en 1999, Pep Guardiola subit tacle suivi d'un coup de coude du Français, le renvoyant aux vestiaires. Même sanction pour Diego Simeone qui finit le visage en sang lors d'un houleux Lazio-Arsenal la saison suivante. Un geste qui étonne Grimandi lui-même, après coup, comme il l'affirme au Guardian : « Quand je l'ai frappé, deux ou trois secondes plus tard, je me suis dit : "Mais pourquoi t'as fait ça ?" J'ai réagi trop brusquement. Hors du terrain, je n'aime pas ça. Je ne suis pas agressif. Mais c'est mon tempérament sur le terrain ».

## Statistiques
| Saison                | Club                  | Championnat           | Championnat | Championnat | Coupe nationale | Coupe nationale | Coupe de la Ligue | Coupe de la Ligue | Supercoupe | Supercoupe | Compétition(s) continentale(s) | Compétition(s) continentale(s) | Compétition(s) continentale(s) | Total | Total |
| Saison                | Club                  | Division              | M.          | B.          | M.              | B.              | M.                | B.                | M.         | B.         | Comp.                          | M.                             | B.                             | M.    | B.    |
| 1988-1989             | FC Gap                | DH                    |             |             |                 |                 | -                 | -                 | -          | -          | -                              | -                              | -                              | 0     | 0     |
| 1989-1990             | FC Gap                | DH                    |             |             |                 |                 | -                 | -                 | -          | -          | -                              | -                              | -                              | 0     | 0     |
| 1990-1991             | AS Monaco FC rés.     | D3                    | -           | -           | -               | -               | -                 | -                 | -          | -          | -                              | -                              | -                              | 0     | 0     |
| 1991-1992             | AS Monaco FC          | D1                    | 5           | -           | 2               | -               | -                 | -                 | -          | -          | C2                             | -                              | -                              | 7     | 0     |
| 1992-1993             | AS Monaco FC          | D1                    | 8           | -           | -               | -               | -                 | -                 | -          | -          | C2                             | -                              | -                              | 8     | 0     |
| 1993-1994             | AS Monaco FC          | D1                    | 19          | 1           | 2               | -               | -                 | -                 | -          | -          | C1                             | 7                              | -                              | 28    | 1     |
| 1994-1995             | AS Monaco FC          | D1                    | 9           | -           | 2               | 1               | 1                 | -                 | -          | -          | -                              | -                              | -                              | 12    | 1     |
| 1995-1996             | AS Monaco FC          | D1                    | 15          | 1           | 2               | -               | 2                 | -                 | -          | -          | C3                             | -                              | -                              | 19    | 1     |
| 1996-1997             | AS Monaco FC          | D1                    | 24          | 1           | -               | -               | 2                 | -                 | -          | -          | C3                             | 6                              | -                              | 32    | 1     |
| Sous-total            | Sous-total            | Sous-total            | 80          | 3           | 8               | 1               | 5                 | 0                 | 0          | 0          | -                              | 13                             | 0                              | 106   | 4     |
| 1997-1998             | Arsenal FC            | PL                    | 22          | 1           | 9               | -               | -                 | -                 | -          | -          | -                              | -                              | -                              | 31    | 1     |
| 1998-1999             | Arsenal FC            | PL                    | 8           | -           | 5               | -               | -                 | -                 | 1          | -          | C1                             | 2                              | -                              | 16    | 0     |
| 1999-2000             | Arsenal FC            | PL                    | 27          | 2           | 5               | 1               | -                 | -                 | 1          | -          | C1+C3                          | 3+7                            | 0+1                            | 43    | 4     |
| 2000-2001             | Arsenal FC            | PL                    | 30          | 1           | 3               | -               | -                 | -                 | -          | -          | C1                             | 8                              | -                              | 41    | 1     |
| 2001-2002             | Arsenal FC            | PL                    | 26          | -           | 6               | -               | -                 | -                 | -          | -          | C1                             | 8                              | -                              | 40    | 0     |
| Sous-total            | Sous-total            | Sous-total            | 113         | 4           | 26              | 1               | -                 | -                 | 2          | 0          | -                              | 28                             | 1                              | 169   | 6     |
| 2003                  | Colorado Rapids       | MLS                   | -           | -           | -               | -               | -                 | -                 | -          | -          | -                              | -                              | -                              | 0     | 0     |
| Total sur la carrière | Total sur la carrière | Total sur la carrière | 193         | 7           | 39              | 2               | -                 | -                 | 2          | 0          | -                              | 41                             | 1                              | 275   | 10    |

## Palmarès
- Champion de France en 1997 avec l'AS Monaco
- Champion d'Angleterre en 1998 et 2002 avec Arsenal
- Vainqueur du Charity Shield en 1998 et 1999 avec Arsenal